# دولت اسپانیا
دولت اسپانیا (اسپانیایی: Gobierno de España‎) قوه مجریه اسپانیا است، که در سال ۱۸۳۴ تأسیس شد. دولت اسپانیا هم‌اکنون از ۲۲ وزارتخانه و سازمان زیرمجموعه تشکیل می‌شود. نخست‌وزیر اسپانیا ریاست دولت را برعهده دارد.